# Kirsti Lagerspetz
Kirsti Maria Johanne Lagerspetz, född Ahlman 18 juli 1932 i Helsingfors, död där 1 januari 2001, var en finländsk psykolog. Hon var dotter till Erik Ahlman och gift med Kari Lagerspetz.
Lagerspetz blev filosofie doktor 1964 och var professor i psykologi vid Åbo Akademi 1972–1985, vid Åbo universitet 1985–1995 samt forskarprofessor vid Finlands Akademi 1980–1983. Hon studerade främst aggression, och behandlade detta ämne i bland annat Aggressio ja sen tutkimus (1977) och Naisten aggressio (1998). Hon var även verksam som författare av barn- och ungdomslitteratur på finska.
Professorsförbundet utsåg henne 1984 till Årets professor.